# Revival (The-Answer-Album)
Revival ist das dritte Studioalbum der nordirischen Hard-Rock-Band The Answer. Es wurde am 3. Oktober 2011 durch Spinefarm Records veröffentlicht.
„Revival“ wurde von Chris „Frenchie“ Smith produziert und von Chris Sheldon abgemischt. Die erste Version des Albums ist auf einer einzigen CD enthalten, der Limited Edition Deluxe Version sind zusätzlich ein 24-seitiges Booklet und Liner Notes beigelegt, sowie eine zweite, 11-spurige CD, die zuvor unveröffentlichtes Studio-, Akustik-, Demo- und Covermaterial enthält.

## Kritik
Im Magazin Rock Hard wurde Revival mit einem Notenschnitt von 8,1 von 10 zum Album des Monats gewählt. Andreas Himmelstein schrieb, man höre „jeder Sekunde“ des Albums an, wie viel Spaß die Band im Studio gehabt habe. Er vergab die Punktzahl 9 von 10.

## Titelliste

### Standard Edition
1. Waste Your Tears, 3:58
2. Use Me, 3:36
3. Trouble, 3:09
4. Nowhere Freeway, 3:38
5. Tornado, 3:45
6. Vida (I Want You), 4:14
7. Caught On The Riverbed, 4:41
8. Destroy Me, 4:25
9. New Day Rising, 4:38
10. Can’t Remember, Can’t Forget, 3:16
11. One More Revival, 6:27
12. Lights Are Down, 4:06

### Limited-Edition Deluxe Version
Disc 1:
1. Waste Your Tears
2. Use Me
3. Trouble
4. Nowhere Freeway
5. Tornado
6. Vida (I Want You)
7. Caught On The Riverbed
8. Destroy Me
9. New Day Rising
10. Can’t Remember, Can’t Forget
11. One More Revival
12. Lights Are Down

Disc 2:
1. Piece By Piece
2. Faith Gone Down
3. Nowhere Freeway (live acoustic)
4. Tailspin (demo)
5. Fire And Water (Free cover)
6. What I Am (demo)
7. Caught On The Riverbed (live acoustic)
8. The Enemy (demo)
9. Show Me The World (demo)
10. One More Revival (live acoustic)
11. Lights Are Down (piano and vocals)